# Mobilní aplikace

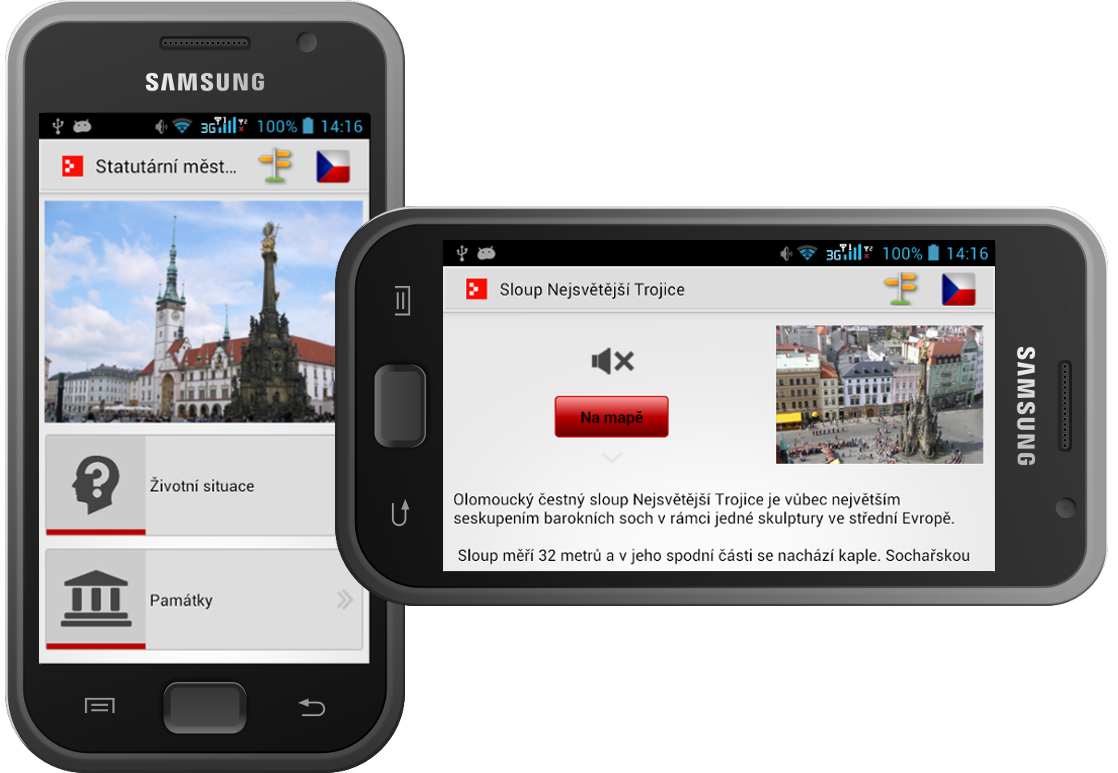
Mobilní aplikace na chytrém telefonu Samsung Galaxy S s OS Android. Aplikace běžně využívají specifické vlastnosti smartphonů jako je např. dotykové ovládání, otáčení aplikace, zjišťování polohy pomocí GPS.

Mobilní aplikace (anglicky mobile app) je softwarová aplikace vytvořená speciálně pro chytré telefony (anglicky smartphones), tablety, emulátory a další mobilní zařízení. Tvůrci takových aplikací se obvykle snaží co nejvíce využít možností intuitivního uživatelského rozhraní a dotykového ovládání, které mobilní zařízení nabízí.
Prvními mobilními aplikacemi byly aplikace od výrobců mobilních operačních systémů, kteří potřebovali pro jejich uživatele vytvořit praktické metody na prohlížení e-mailu, zpráv o počasí, zaznamenávání si do kalendáře a další podobné základní funkce. Časem se ovšem začali lidé poptávat stále více po rozmanitějším spektru aplikací a tak začali programátoři vyvíjet mobilní hry, firemní aplikace, praktické aplikace využívající GPS a také různé zábavné aplikace pro děti i dospělé.

## Vývoj aplikací
Vývoj mobilních aplikací vyžaduje zahrnout do plánování samotné aplikace specifické vlastnosti mobilních zařízení. Ta totiž na rozdíl od stolních počítačů fungují na baterii (mají tak omezenou energii na provoz, se kterou se musí šetřit), často se ovládají dotykově, většinou mají menší obrazovku a jsou velmi dobře přenosná. Vývojáři mobilních aplikací se tak snaží vytvořit uživatelsky co nejpříjemnější aplikace, jak co se obsahu týče, tak také ovládání. Vývoj aplikací zpravidla sestává z následujících kroků: analýza, jejímž výstupem je technická specifikace, UX design (návrh uživatelského zážitku), UI design (návrh uživatelského prostředí), vývoj, který je rozdělen podle jednotlivých operačních systémů, a nakonec testování.

## Distribuce aplikací
Mobilní aplikace jsou dostupné přes distribuční platformy, které provozují výrobci jednotlivých operačních systémů pro mobilní zařízení. Mezi hlavní distribuční platformy mobilních aplikací patří App Store, Google Play, App Gallery, Windows Phone Store a BlackBerry App World.
Některé aplikace jsou zdarma, jiné jsou placené. Z platby za aplikaci si obvykle odebírá provozovatel prodejní platformy 20-30 %, zbytek připadne výrobci aplikace.
- Podle ABI Research bude měl v roce 2013 trh s mobilními aplikacemi hodnotu 27 miliard dolarů.[1]
- V roce 2018 uživatelé prostřednictvím mobilních aplikací a her utratili více než 71 miliard dolarů.[2]
- V roce 2019 se zvýšil celosvětový objem utracených peněz v mobilních aplikacích na 83,5 miliard dolarů.[3]

Aplikace se mohou zviditelnit například pomocí mediálních akcí nebo i soutěží, jakou byla například česká Mobilní aplikace roku.

### Windows Phone Store
- 11. července 2017 Microsoft oficiálně ukončil podporu Windows Phone 8.1. Doporučil uživatelům přechod na zařízení podporující novou vývojovou verzi Windows 10 Mobile.[5]
- Počátkem roku 2019 Microsoft oznámil, že 10. prosince 2019 bude ukončena oficiální podpora Windows 10 Mobile. Systém se nadále nebude rozvíjet a postupně zanikne. Uživatelům bylo doporučeno přejít na podporovaná zařízení se systémem Android nebo iOS.[6]

## Propagace a monetizace mobilních aplikací
Nedílnou součástí vývoje mobilních aplikací je kromě distribuce také jejich propagace a monetizace, které slouží jako prostředky pro zaplacení procesu tvorby i generování zisku. K propagaci se typicky využívají PR články, PPC reklamy, speciální landing pages nebo e-mail marketing.
Mezi nejčastější formy monetizace pak patří zpoplatněné stažení aplikace z obchodu Google Play či App Store, In-App Purchases (poplatky v aplikaci) a zobrazování reklam prostřednictvím bannerů.

## České mobilní aplikace
Mezi úspěšné české mobilní aplikace patří:
- IDOS (informační dopravní systém) - vyhledává spojení různými druhy hromadné dopravy
- Liftago - agregátor taxi, který vyhledá nejbližší dostupné vozidlo a šetří čas a palivo
- Spendee - správa osobních a rodinných financí, vítěz soutěže Startup roku 2017 v ČR
- Zmente.to - webová a mobilní aplikace, umožňuje na pražský magistrát posílat podněty, stížnosti a pochvaly
- Zoner Photo Studio pro Android - populární editor fotografií.
- DameJidlo.cz - největší česká služba rozvozu jídla po celé České republice.
- Nevolejte.cz - aktivní i pasivní ochrana lidem, kteří si již nevědí rady s obtěžujícími telefony.
- Stream.cz - česká internetová televize
- Spiralista - unikátní česká mobilní aplikace pro cvičení metody Spirální stabilizace

## Cena mobilní aplikace
Cenu vývoje mobilní aplikace ovlivňuje několik faktorů. Jedním z nejdůležitějších je náročnost funkcí samotné mobilné aplikace. Jednoduché mobilní aplikace se mohou pohybovat v nižších řádech stovek tisíců korun. Pokud by se jednalo o komplexní mobilní aplikaci, její vývoj se může vyšplhat do řádů milionů.